# Salvatore Vitale

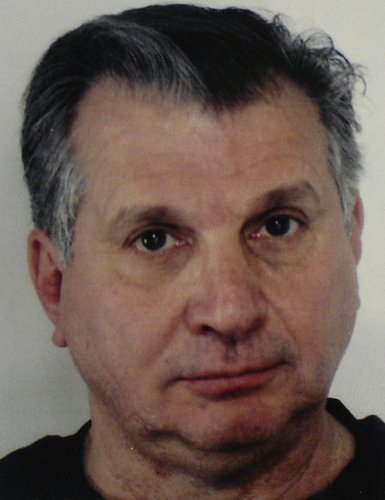
Salvatore Vitale

Salvatore „Good Looking Sal“ Vitale (* 22. September 1947 Maspeth, Queens, New York City) ist ein ehemaliger Caterer in New York City und ehemaliger Underboss der Verbrecherfamilie Bonanno, bevor er zum Pentito und Informanten der US-amerikanischen Regierung wurde.

## Leben
Salvatore Vitale wurde als Sohn von Giuseppe und Lilli Vitale geboren. Beide waren nach dem Zweiten Weltkrieg aus einem Dorf namens San Giuseppe Jato in Sizilien in die USA ausgewandert. Bereits drei Töchter der beiden waren im Kindbett gestorben.
Bereits als Kind traf Vitale Joseph Massino, den späteren Boss der Bonanno-Familie. Später verliebte sich Massino in dessen Schwester Josephine Vitale und beide heirateten 1960. Massino und Salvatore Vitale wurden gute Freunde.
Im Gegensatz zu Massino, der schon früh die Karriere eines Berufsverbrechers anstrebte, beendete Vitale die High School diente in der US-Armee und wurde 1968 entlassen und war als Sozialarbeiter für Drogenabhängige tätig.

### Legale Karriere
Er und Diana zogen nach Long Island und stellten so eine räumliche Distanz zu dem Mafialeben in Maspeth, Queens her. Später betrieb Salvatore dann einen Socialclub in Maspeth, Queens. Damit war er wieder in der Nähe seines Schwagers Joseph Massino, der mit dem CasaBlanca Restaurant und einem Catering Service Tarnfirmen betrieb. Salvatores Sohn Anthony arbeitete später für den Mafia-Assoziierten Robert Perrino bei der New York Post bevor er vom College flog.

### Kriminelle Karriere
Vitale schmiss seinen Job und fragte Massino nach Arbeit im Mafiageschäft. Schnell beteiligte er sich an Einbrüchen und Entführungen von Lastwagen. 1975 war er an der Leichenbeseitigung von Paul Castellanos Schwiegersohn Frank Amato beteiligt. Ihm wurde ein sogenannter „no-show-job“ gegeben. Mit 38 hatte er seinen ersten Herzanfall, den zweiten 2001.
Vitale hatte 1981 an dem sogenannten Three Capos Murder teilgenommen. Dabei handelte es sich um die Ermordung der Bonanno-Capos Alphonse „Sonny Red“ Indelicato, Dominick Trinchera und Philip Giaccone, um die familieninternen Machtkämpfe zu beenden.
Vitale wurde im Jahr 2001 unter Hausarrest gestellt, durfte aber seinem No-Show-Job bei King Caterers in Farmingdale, Long Island als „Lebensmittel-Consultant“ nachgehen. Er musste abends vor 18:00 Uhr zuhause sein. Er durfte seine Frau drei Mal pro Woche zum Abendessen einladen. Später beteiligte sich Vitale an der Ermordung von vier Personen zusammen mit Gerlando Sciascia. Außerdem war er an Kreditwucher, illegaler Buchmacherei, Erpressung und illegalem Glücksspiel beteiligt. Die Belastung durch den Hausarrest und die damit verbundenen rechtlichen Probleme störten die bereits angespannte Ehe.

### Joseph Massino
Obwohl Vitale durch Massino zum Underboss der Bonanno-Familie ernannt worden war, genoss er wenig Respekt in der Familie, da er als macht- und geldgierig galt und lediglich als Zögling seines Schwagers angesehen wurde, ohne den er niemals diesen hohen Posten erlangt hätte.
Vitale war ein erfolgreicher Geschäftsmann und Mitinhaber und Geschäftsführer des erfolgreichen J & S Catering Social Club und des Restaurants Casablanca. Als Salvatore Vitale schließlich verhaftet wurde, informierte ihn das FBI, dass Massino seine Ermordung planen würde. Vitale beschloss, die Omertà zu brechen und als Pentito Massino zu verraten.

### Informant
Im Januar 2004 offenbarte eine geheime Aufnahme eines Gesprächs mit Capo James Tartaglione, dass Diana Vitale Angst vor Massino hatte und sich bis zum Zeitpunkt seiner Verhaftung von ihrem Mann Salvatore fernhielt. Im Jahr 2003 wurden Vitale und Joseph Massino vom FBI verhaftet und wegen Erpressung und Mordes angeklagt. Vitale wurde auch noch für einen weiteren Mord angeklagt.
Vitale Aussage betraf im Wesentlichen eine Serie von Morden, die von Massino und John Gotti in Auftrag gegeben worden waren. Vitale sagte dem FBI über seine und Massinos Involvierung in über zehn Morden aus. Darunter waren die Morde an Indelicato, Trinchera, Giaccone, Dominic Napolitano, Anthony Mirra, Cesare Bonventre, Gerlando Sciascia, Gabriel Infante, Joseph Pastore, John Favara und Vito Borelli. Während alle aus dieser Gruppe Berufsverbrecher waren, hatte John Favara John Gottis Sohn versehentlich bei einem Verkehrsunfall getötet. Diese Informationen trugen dazu bei, Massino zu überführen.
Bis 2010 hatte Vitale gegen 51 Verbrecher aus der organisierten Kriminalität ausgesagt.
Am 29. Oktober 2010 wurde Vitale wegen mehrerer Morde verurteilt und dann ins Zeugenschutzprogramm aufgenommen. 2012 sagte er gegen Thomas Gioeli aus.